# George Goddard (Musiker)
George „Sonny“ Goddard (* 28. April 1924 in Port of Spain; † Januar 1988 ebenda) war ein trinidadischer Förderer des Musikinstrumentes Steelpan und langjähriger Präsident der Steelband Association of Trinidad and Tobago.

## Person
Goddard wuchs in Port of Spain im Stadtteil Newtown auf. Er war Mitglied von Alexander’s Ragtime Band, einer der ersten Steelbands Trinidads. Von 1957 bis 1971 war er Präsident der Steelband Association of Trinidad and Tobago, wo er sich für mehr Akzeptanz der Panspieler und Steelbands einsetzte. Überdies schrieb er das Standardwerk Forty Years in the Steelbands 1939 to 1979.